# 原因論
原因論（英語：etiology）是一門研究事件發生因果關係的學問。這一門學問在醫學上比較常見，被稱為「病原學」或「病因學」，專門研究有關疾病的成因及解決方法。另外在神秘學、哲學或其他學科亦有採用原因論的方法。在哲學、物理、心理學、政府運作或生物學裡，原因論被用於解釋多種現象的起因，這包括了為甚麼事件會發生，以及事件發生的背後牽動因由。

## 字源
病原學的英語「etiology」是由兩個希臘字根組成，分別是：
1. αἰτία aitia = 原因
2. λόγος logos = 語言/學問